# Marcus Eriksson (innebandyspelare)
Marcus Eriksson, född 7 maj 1988, är en svensk innebandyspelare, fostrad i Bro IK. Han värvades inför säsongen 2006/2007 till elitserielaget Järfälla IBK. Där tog han inte en fast plats, utan blev utlånad till Brønderslev Hot Shots i den danska högstaligan. Efter en säsong där tog Järfälla tillbaka honom, och i comebacken (säsongen 2008/2009:s första match) gjorde han 5 poäng (3+2) mot Storvreta IBK, och hade ledningen i poängligan i en omgång. Den säsongen gick han från reserv till att ses som en av lagets nyckelspelare. Tillsammans med Sebastian Gafvelin, Armin Brunner, Andreas Ackevi och Daniel Schmidt utgjorde han lagets förstakedja, tillika powerplaykedja. Tillsammans gjorde de 153 poäng. Under säsongen 2010/11 spelade Eriksson 19 matcher för Järfälla IBK i Allsvenskan och gjorde 5 mål.
Säsongen 2014/2015 spelade Eriksson för Turebergs IF i division 2 och 2015/2016 spelade han för Jakobsbergs IBF, också i division 2. 2020/2021 spelade han för Bro IK i division 3.